# Slovenska popevka 1999
Slovenska popevka 1999 je potekala 19. junija na Ljubljanskem gradu kot finalna prireditev oddaje Orion. Prireditev je vodila Blažka Müller.
V spremljevalnem programu je nastopila Alenka Godec z Big Bandom RTV Slovenija.

## Nastopajoči
| #   | Izvajalec                      | Naslov pesmi                 | Avtor glasbe     | Avtor besedila  | Avtor aranžmaja                 |
| --- | ------------------------------ | ---------------------------- | ---------------- | --------------- | ------------------------------- |
| 1.  | Marijan Novina                 | Saša                         | Marijan Novina   | Marijan Novina  | Sašo Fajon                      |
| 2.  | Regina                         | Ujemi moj nasmeh             | Aleksander Kogoj | Milan Dekleva   | Sašo Fajon                      |
| 3.  | Nuša Derenda                   | Vzemi me veter               | Majda Arh        | Majda Arh       | Matija Oražem                   |
| 4.  | Vili Resnik                    | Zadnji žigolo                | Matjaž Vlašič    | Urša Vlašič     | Sašo Fajon                      |
| 5.  | Oto Pestner & Jolanda Anžlovar | Ciganska romanca             | Oto Pestner      | Božidar Hering  | Oto Pestner                     |
| 6.  | KUD GAS                        | Čakam te                     | Igor Bezget      | Matevž Hrovat   | Rudolf Strnad, Aleš Suša        |
| 7.  | Supernova                      | Nina                         | Urša Vlašič      | Rok Lesjak      | Bor Zuljan                      |
| 8.  | Karmen Stavec                  | Ljubim te                    | Martin Štibernik | Karmen Stavec   | Martin Štibernik                |
| 9.  | Lara Baruca                    | Moja zvezda                  | Marino Legovič   | Lara Baruca     | Marino Legovič                  |
| 10. | Hajdi                          | Tvoj pogled muči me          | Branko Vunjak    | Branko Vunjak   | Matjaž Vlašič, Boštjan Grabnar  |
| 11. | Foxy Teens                     | Naj pada zdaj dež            | Boštjan Groznik  | Boštjan Groznik | Boštjan Groznik                 |
| 12. | Sendi                          | Se še spominjaš              | Vojko Sfiligoj   | Sandra Zupanc   | Vojko Sfiligoj                  |
| 13. | Tomaž Domicelj                 | Življenje se mi spet zapleta | Tomaž Domicelj   | Tomaž Domicelj  | Tomaž Domicelj                  |
| 14. | Kalamari                       | V vetru rdečih zastav        | Radovan Kokošar  | Marijan Pintar  | Matjaž Švagelj, Radovan Kokošar |

## Seznam nagrajencev
Nagrada občinstva za najboljšo skladbo v celoti (glasbeni zmajček) (televoting)
- Naj pada zdaj dež (Boštjan Groznik) – Foxy Teens

| Mesto              | 1.                           | 2.                             | 3.                      | 4.                        | 5.                  | 6.             | 7.                        | 8.                          | 9.                                               | 10.                   | 11.                     | 12.                     | 13.                                         | 14.              |
| ------------------ | ---------------------------- | ------------------------------ | ----------------------- | ------------------------- | ------------------- | -------------- | ------------------------- | --------------------------- | ------------------------------------------------ | --------------------- | ----------------------- | ----------------------- | ------------------------------------------- | ---------------- |
| Izvajalec in pesem | Foxy Teens Naj pada zdaj dež | Kalamari V vetru rdečih zastav | Karmen Stavec Ljubim te | Hajdi Tvoj pogled muči me | Marijan Novina Saša | Supernova Nina | Vili Resnik Zadnji žigolo | Nuša Derenda Vzemi me veter | Oto Pestner in Jolanda Anžlovar Ciganska romanca | Sendi Se še spominjaš | Lara Baruca Moja zvezda | Regina Ujemi moj nasmeh | Tomaž Domicelj Življenje se mi spet zapleta | KUT GAS Čakam te |
| Št. glasov         | 6116                         | 4134                           | 4107                    | 3628                      | 3001                | 2379           | 2366                      | 1939                        | 1930                                             | 1287                  | 1133                    | 991                     | 635                                         | 380              |

Nagrada strokovne žirije za najboljšo skladbo v celoti
- Vzemi me veter (Majda Arh) – Nuša Derenda

Strokovno žirijo so sestavljali Mojmir Sepe, Andrej Šifrer in Darja Švajger.
Nagrada za najboljšo izvedbo
- Nuša Derenda
- Karmen Stavec

Nagrada za najboljšega debitanta
- Lara Baruca

Nagrada za najboljše besedilo
- Marijan Pintar za pesem V vetru rdečih zastav

Nagrada za najboljšo produkcijo
- Aleksander Kogoj in Sašo Fajon za pesem Ujemi moj nasmeh

## Orion 1998/99
Izbor skladb za Slovensko popevko je potekal v oddaji Orion avtorja Slavka Hrena, ki jo je vodila Blažka Müller. V vsaki izmed 8 mesečnih oddaj, ki so bile na sporedu zadnjo soboto v mesecu od oktobra 1998 do maja 1999, se je predstavilo 5 glasbenih novitet, ki jih je vsak mesec med pesmimi, prispelimi na natečaj (ta je potekal od 1. oktobra 1998 do 15. maja 1999) in pridobljenimi z vabili uveljavljenim avtorjem, izbrala strokovna komisija. V tekmovalnem delu Oriona, imenovanem Pesem meseca, se je tako predstavilo 40 skladb, ki so bile zapete v živo na instrumentalno matrico. Pogoji razpisa so določali, da lahko sodelujejo le državljani Republike Slovenije, da mora biti besedilo pesmi v slovenščini in da skladba ne sme biti daljša od 4 minut. Gledalci in poslušalci so s telefonskim glasovanjem vsak mesec izbrali zmagovalca (pesem meseca), ki je za nagrado prejel snemanje videospota v koprodukciji Televizije Slovenija in neposredno uvrstitev v finalno oddajo – Slovensko popevko 1999. Na to se je poleg 8 zmagovalcev mesečnih oddaj uvrstilo še 6 pesmi, ki jih je izmed nezmagovalnih izbrala strokovna komisija.
Vsaka oddaja je gostila tudi zvezdo večera, uveljavljenega slovenskega izvajalca. Sprehodili so se po glasbeni poti tega izvajalca, s pomočjo telefonskega glasovanja pa je potekal izbor (naj) pesmi kariere.
Pesem meseca oktobra – 31. 10. 1998
Zvezda večera je bila Simona Weiss. Kot gostje so nastopili New Swing Quartet s Stand by me.
| #  | Izvajalec                                     | Pesem                         | Avtorji (glasbe / besedila / aranžmaja)                        |
| -- | --------------------------------------------- | ----------------------------- | -------------------------------------------------------------- |
| 1. | Miran Rudan                                   | Ljubi nežno                   | Bor Zuljan / M. Kukovec / Bor Zuljan                           |
| 2. | Sanja Mlinar, Patricija Diklič & Edvin Fliser | Spet bo to jutro sonce sijalo | Edvin Fliser / M. Šneberger / A. Šimek                         |
| 3. | Sandra Zupanc - Sendi                         | Se še spominjaš               | Sandra Zupanc, Vojko Sfiligoj / Sandra Zupanc / Vojko Sfiligoj |
| 4. | Rok Šošter                                    | Nekdo v meni                  | Patrik Greblo / Miša Čermak / Patrik Greblo                    |
| 5. | Vili Resnik                                   | Zadnji žigolo                 | Matjaž Vlašič / Urša Vlašič / Sašo Fajon                       |

Pesem meseca novembra – 28. 11. 1998
Zvezda večera je bil Adi Smolar. Za pesem njegove kariere se je potegovala tudi Daleč je za naju pomlad.
| #  | Izvajalec         | Pesem           | Avtorji (glasbe / besedila / aranžmaja)   |
| -- | ----------------- | --------------- | ----------------------------------------- |
| 1. | Irena Vrčkovnik   | Ostani, kar si  | Irena Vrčkovnik / Vrčkovnik / B. Blaževič |
| 2. | Juhej in vuhmepiš | V gozdičku      | M. Sešek / L. Matek / M. Sešek            |
| 3. | Slovenski odmev   | Kaj je sreča    | G. Špajzer / F. Ankerst / G. Špajzer      |
| 4. | Ivo Špacapan      | Bambola         | Ivo Špacapan / Špacapan / D. Jarh         |
| 5. | Nuša Derenda      | Vzemi me, veter | Majda Arh / Arh / M. Oražem               |

Pesem meseca decembra – 26. 12. 1998
Zvezda večera je bila Darja Švajger.
| #  | Izvajalec     | Pesem                 | Avtorji (glasbe / besedila / aranžmaja)             |
| -- | ------------- | --------------------- | --------------------------------------------------- |
| 1. | Avia Band     | Žal mi je             | Matjaž Vlašič / Urša Vlašič / M. Vlašič             |
| 2. | Lara Jankovič | Modre oči             | Ivo Špacapan / Špacapan, Lara Jankovič / V. Osmačko |
| 3. | Eva Seršen    | Največji dar          | Eva Seršen / Seršen                                 |
| 4. | Majda Arh     | Če jo zbudiš          | Majda Arh / Arh / Marino Legovič                    |
| 5. | Kalamari      | V vetru rdečih zastav | R. Kokošar / M. Pintar / M. Švagelj, R. Kokošar     |

Pesem meseca januarja – 23. 1. 1999
Zvezde večera so bili New Swing Quartet. Kot gostje so (ob svoji 25-letnici) nastopili Pepel in kri.
| #  | Izvajalec       | Pesem                | Avtorji (glasbe / besedila / aranžmaja)       |
| -- | --------------- | -------------------- | --------------------------------------------- |
| 1. | Monika Tratnik  | Angeli               | N. Kokovič / I. Misdaris                      |
| 2. | Tatjana Mihelj  | Svet v znamenju srca | Oto Pestner / Adi Smolar / Pestner            |
| 3. | Hajdi           | Tvoj pogled muči me  | B. J. Vunjak / Matjaž Vlašič, Boštjan Grabnar |
| 4. | Damijana Godnič | Ne išči me           | besedilo: Miran Košuta                        |
| 5. | Milan Kamnik    | Novo jutro           | Milan Kamnik                                  |

Pesem meseca februarja − 20. 2. 1999
Zvezda večera je bil Zoran Predin. Za njegovo pesem kariere so se potegovale Praslovan, Gate na glavo, Lidija, Čakaj me in Sonček je, ki jih je izvedel ob spremljavi Mar Django Quarteta.
| #  | Izvajalec     | Pesem            | Avtorji (glasbe / besedila / aranžmaja)      |
| -- | ------------- | ---------------- | -------------------------------------------- |
| 1. | Klan          | Samo to noč      | B. Pavlič                                    |
| 2. | Karmen Stavec | Ljubim te        | Martin Štibernik / Karmen Stavec / Štibernik |
| 3. | Martina Živič | Del tebe         | M. Prevejšek / M. Živič / P. Čepin           |
| 4. | Regina        | Ujemi moj nasmeh | Aleksander Kogoj / Milan Dekleva / Kogoj     |
| 5. | Dunja Močnik  | En utrip srca    | Sašo Fajon / Dunja Močnik / Fajon            |

Pesem meseca marca – 20. 3. 1999
Zvezda večera je bil Danilo Kocjančič. Oddaja je praznovala prvih 100 skladb Oriona.
| #  | Izvajalec      | Pesem                 | Avtorji (glasbe / besedila / aranžmaja)              |
| -- | -------------- | --------------------- | ---------------------------------------------------- |
| 1. | Alenka Vidrih  | Sprenevedanja         | M. Stabej / Alenka Vidrih                            |
| 2. | Nude           | Pepelka (Rad te imam) | P. Pogelšek, J. Jerant, G. Marolt, P. Pogelšek, Nude |
| 3. | KUT Gas        | Čakam te              | I. Bezget / M. Hrovat / R. Strnad, A. Suša           |
| 4. | Marijan Novina | Saša                  | Marijan Novina / Sašo Fajon                          |
| 5. | Lara Baruca    | Moja zvezda           | Marino Legovič / Lara Baruca / Legovič               |

Pesem meseca aprila – 17. 4. 1999
Zvezda večera je bil Tomaž Domicelj. Za njegovo pesem kariero so se potegovale Jamajka, Danes bo srečen dan, Slovenskega naroda sin, Avtomat in Stara mama.
| #  | Izvajalec    | Pesem                         | Avtorji (glasbe / besedila / aranžmaja) |
| -- | ------------ | ----------------------------- | --------------------------------------- |
| 1. | Layla        | Tebe ni                       | D. Popovič                              |
| 2. | Relax        | Ti si mi vse                  | D. Savič / M. Petelin                   |
| 3. | Sanja Mlinar | Čutim te                      | M. Lesjak / Lesjak / Boštjan Grabnar    |
| 4. | Supernova    | Nina                          | Urša Vlašič / R. Lesjak / Bor Zuljan    |
| 5. | Malibu       | Ko si z menoj (se ustavi čas) | B. Wolfand - Wolf / H. Banič            |

Pesem meseca maja – 15. 5. 1999
Zvezda večera je bil Janez Bončina - Benč.
| #  | Izvajalec                      | Pesem                        | Avtorji (glasbe / besedila / aranžmaja)           |
| -- | ------------------------------ | ---------------------------- | ------------------------------------------------- |
| 1. | Foxy Teens                     | Naj pada dež                 | Boštjan Groznik                                   |
| 2. | Tomaž Domicelj                 | Življenje se mi spet zapleta | Tomaž Domicelj                                    |
| 3. | Stratus                        | I love you baby              | V. Blaž / A. Hribar / G. Forjanič                 |
| 4. | Minna                          | Ko več ljubezni ni           | Franci Lindič, Vojko Sfiligoj / Lindič / Sfiligoj |
| 5. | Oto Pestner & Jolanda Anžlovar | Ciganska romanca             | Sašo Fajon / D. Močnik / Fajon                    |